# Kohútová
Kohútová je přírodní památka v katastrálním území obce Moravské Lieskové v okrese Nové Mesto nad Váhom v Trenčínském kraji na Slovensku. Území bylo vyhlášeno v roce 1992 a jeho rozloha je 4,52 hektaru. Předmětem ochrany je louka s bohatými populacemi vstavačovitých rostlin a silně ustupujících členovců.